# 圣布兰登群岛
圣布兰登群岛（英語：Saint Brandon），又称为卡加多斯-卡拉若斯群岛（英語：Cargados Carajos Shoals），位于印度洋西南部，由16座位于一座大浅滩上的小岛、礁组成，行政上隶属于毛里求斯。圣布兰登群岛为马斯克林群岛的一部分，群岛陆地总面积为1.3 km²，整个浅滩南北长50公里，宽5公里，面积190 km²。各岛上无常住居民，有渔民不定期来岛上作业。